# Éclipse solaire du 1er juillet 2011
Une éclipse solaire partielle a eu lieu le 1er juillet 2011. Il s'agissait de la troisième des quatre éclipses solaires partielles de 2011, et de la 7e du XXIe siècle. Elle eut lieu, il y a : 13 ans, 8 mois et 7 jours.

## Visibilité

Carte animée de l'éclipse du 1er juillet 2011.

L'éclipse partielle fut visible quasi exclusivement dans l'extrême sud de l'océan Indien. Une partie infime du continent Antarctique fut touchée par l'éclipse.